# Домрачёв, Макарий Фёдорович
Макарий Фёдорович Домрачёв (13 мая 1887, Минск — июль 1958, Ленинград) — русский и советский сценограф, исследователь китайской архитектуры. С 1924 по 1945 год жил в Китае и Японии, преподавал в местных художественных школах, работал художником в театрах.

## Биография
Родился в Минске. Отец был техником путей сообщения, служил на железной дороге Москва—Брест, мать была из семьи служащего одного из Брянских заводов. Родной брат — советский учёный Павел Домрачёв. В 1905 окончил Александровское реальное училище в Смоленске.
В 1906—1908 годы учился в институте гражданских инженеров в Санкт-Петербурге, но бросил учёбу и стал работать подмастерьем в архитектурных мастерских — как чертёжник и как рисовальщик.
С 1908 года занимался в частных художественных студиях — у Я. C. Гольдблата, С. М. Зейденберга, М. Д. Гагариной. C 1913 года — в Новой художественной мастерской у М. В. Добужинского и А. Е. Яковлева. Был дружен с Г. С. Верейским, В. А. Милашевским, Мане Кацем, сёстрами Анной, Еленой и Надеждой Бенуа.
В 1915 году был призван в действующую армию. По возвращении в Петроград в 1918 году занялся сценографией. Помогал художнику Б. Попову писать декорации второй картины оперы «Далила», а также делал эскизы костюмов пьесы «Северный богатырь» для петербургского театра оперетты (в здании «Палас-театра») и другие мелкие работы.
В 1920-е годы оформлял спектакли для петроградских театров: «Трагедия шута» (1921, театр Народного дома), «Приключения елочного деда» (1921, театр «Вольная комедия»), «Баядера» (1923, Театр оперетты), «Ночь на Лысой горе» на музыку М. П. Мусоргского (1924, Академический театр оперы и балета; совметно с К. А. Коровиным), «Саломея» (1924, там же; совместно с М. И. Курилко), «Сказки Гофмана» Ж. Оффенбаха (1925, Малый оперный театр). Работал художником в курском Драматическом театре им. Щепкина в составе коллектива ленинградских драматических артистов, организованного А. Н. Новиковым, художником Экспериментального театра в Москве и Русского драматического театра в Тифлисе («Виндзорские насмешницы»). Театральные работы Домрачёва экспонировались на Международной выставке современных декоративных и промышленных искусств в Париже (1925) и юбилейной Выставке театрально-декорационного искусства СССР в Ленинграде (1927).
В 1924 году выехал в качестве художника-декоратора в составе театральной труппы на гастроли в театре Железнодорожного собрания КВЖД в Харбин. Работал в Железнодорожном собрании, театре Музыкальной комедии и драмы с режиссёрами С. П. Варшавским, Н. В. Смоличем, П. Григорьевым. 
В 1925—1926 годы оформил 34 спектакля в харбинском Оперном театре. Осенью 1926 и весной 1927 побывал в Японии с гастролями Оперного театра в токийском театре Такарадзука. Работал в передвижном театре миниатюр «Петрушка».
С 1931 года оформлял спектакли шанхайских театров «Лицеум», «Карлтон» и китайских театров в Ханчжоу. 
Осенью 1932 года с женой переехал из Шанхая в Ханчжоу, где ему предложили постоянную работу — преподавать театральную декорацию и архитектурные чертежи на декоративном факультете в Национальном институте искусств в Ханчжоу. Вёл занятия на английском языке. В свободное время много работал — писал картины, готовил курсы, собирал этнографические материалы по искусству и архитектуре Китая. Вёл натурные обследования традиционной китайской архитектуры, делал зарисовки, обмерял памятники и рядовую застройку, выполнял чертежи. Создал рукопись «Записки об архитектуре Китая» на 400 страницах с иллюстрациями, над которой работал с 1930 года до конца жизни (издана не была).
В 1930 году участвовал в выставке 7 художников в Шанхае, в 1936 году устроил небольшую выставку декораций в здании шанхайского содружества Художников, литераторов, артистов и музыкантов (ХЛАМ).
С осени 1937 года супруги Домрачёвы жили в Шанхае. До 1944 года Макарий Фёдорович работал в шанхайском театре «Новый Лицеум» и у Н. М. Сокольского в коллективе «Русский балет» («Le Ballet Russe»), где оформил балеты «Эсмеральда», «Спящая красавица», «Дон Кихот», «Конёк-Горбунок», «Лебединое озеро», «Щелкунчик», «Раймонда», «Времена года», «Соловецкие пляски», «Le Spectre de la Rose», «Presage», «La BoutiTue FantasTue», «Light and Shadows», «Франческа да Римини», «Стенька Разин», «Шопениана», «Клеопатра» и другие. Балетмейстерами балетов были Н. Сокольский, Audry King, Н. Князев.
В течение четырех сезонов в Клубе советских граждан в Шанхае оформил несколько советских патриотических спектаклей: «Нашествие» по пьесе Л. М. Леонова, «Русские люди» К. М. Симонова, «Разгром» Б. А. Лавренева и ряд оперетт.
Обращался к живописи. Изображал старинные дворцы, памятники, древнюю скульптуру, создал серию картин «Боги китайских религий». Занимался мебельным дизайном, оформлением витрин, рисовал карикатуры для газет. Исполнил обложки к книгам прозы П. А. Ольбрих-Северного: «Косая Мадонна» и «Тургеневская сказка» (обе: Шанхай, 1936).
Преподавал европейскую живопись в Шанхайском институте изобразительных искусств. Разработал конспекты по истории античной архитектуры, методические тетради для преподавания рисунка в национальном институте искусств в Ханьчжоу, в художественной школе Лю-Кай-Ши в Шанхае. Имел учеников, впоследствии ставших профессиональными художниками (среди них Н. Г. Гиргилевич).
Во время Второй мировой войны в Шанхае начал сотрудничать с просоветским журналом «Эпоха», выходившем на русском и китайском языках. Создал для журнала более 20 рисунков на темы фашистских зверств в оккупированных частях СССР, лишь один из которых был опубликован.
В начале 1945 года Домрачёвым было разрешено вернуться в СССР на жительство в Новосибирске. Макарий Фёдорович получил назначение на место художника первой категории в Новосибирский оперный театр, открывшийся 12 мая 1945 года. Одной из первых его работ стала опера «Кармен» в постановке Н. Г. Фрида. Жена, Екатерина Михайловна, стала работать заведующей балетной труппой.
С 1947 по 1952 год работал главным художником Новосибирском театре оперы и балета. Выступил художником–постановщиком более 25 спектаклей, среди которых «Травиата», «Риголетто», «Севильский цирюльник», «Корсар», «Фауст», «Русалка», «Аида», «Великая дружба», «Демон», «Мазепа», «Кармен», «Снегурочка», «Красный мак», «Проданная невеста», «Лакме». Участвовал в областных выставках.
До своего возвращения в Ленинград как художник участвовал в постановках театров «Красный факел» и ТЮЗа.
В 1954 году совместно со свердловским инженером А. И. Степановым принял участие в архитектурном конкурсе на памятник Вечной славы  «Пантеон», объявленном сразу после смерти И. В. Сталина. Проект демонстрировался в апреле 1955 года в Доме архитекторов в Москве, но остался не замечен.
По совету В. А. Милашевского, часть своих работ — зарисовки по архитектуре Китая, бытовые наброски (среди них «Даос» (1926), «Ночной клуб в Шанхае» (начало 1930-х гг.), «Портик храма бога войны», «Крыши Шанхая» (1930-е гг.) и др.) Домрачёв передал в музей Восточных культур в Москве. В 2011 году эти работы были представлены на выставке «Русский Китай».
В 1956 году Домрачёвым удалось переехать в Ленинград. В 1958 году Домрачёв скончался.
В 1982 году родственники художника передали его архив в ЦГАЛИ Санкт-Петербурга, где был образован фонд М. Ф. Домрачёва.
Работы художника находятся в собраниях отдельных музеев Росcии, среди которых центральный театральный музей имени А. А. Бахрушина, Санкт-Петербургский музей театрального и музыкального искусства.

## Семья
Жена — Екатерина Михайловна Ванчесова (1898—1964), режиссёр, актриса вторых ролей.